# Berthold Goldschmidt
Berthold Goldschmidt (Hamburgo, 18 de janeiro de 1903 — Londres, 17 de outubro de 1996) foi um compositor alemão, que passou a maior parte de sua vida na Inglaterra. 

## Vida
Goldschmidt nasceu em Hamburgo, Alemanha, em 1903. Sua carreira musical começou a sério durante o auge da República de Weimar. Enquanto estudava filosofia na Universidade de Hamburgo, foi incentivado pelo compositor italiano Ferruccio Busoni a escrever música. Em 1922, Goldschmidt entrou na Berlin Hochschule für Musik e juntou-se à classe de composição de Franz Schreker, onde seus colegas incluíam Ernst Krenek, Alois Hába, Felix Petryek e Jascha Horenstein. Ele também estudou regência, tocou freelance para a Orquestra Filarmônica de Berlim e, em 1923, treinou o coro para a estreia em Berlim de Gurre-Lieder de Arnold Schoenberg. Em 1925, Goldschmidt alcançou seu primeiro grande sucesso com sua Passacaglia, Op. 4, que lhe rendeu o prestigioso Prêmio Mendelssohn. Aclamado como uma das esperanças mais brilhantes de uma geração de jovens compositores, Goldschmidt atingiu o clímax prematuro de sua carreira com a estreia de sua ópera Der gewaltige Hahnrei em Mannheim em 1932.
Este triunfo aconteceu às vésperas da tomada da Alemanha pelos nazistas, que rapidamente destruiu o sustento de Goldschmidt. Como muitos compositores judeus (e outros compositores considerados subversivos da pureza germânica do Terceiro Reich), Goldschmidt teve sua obra condenada como "música degenerada" pelo regime. Não havia lugar na vida musical alemã para Goldschmidt, uma vez que as apresentações de sua obra foram proibidas e ele foi impedido de reger orquestras. Goldschmidt recorreu a ganhar a vida dando aulas de piano, antes de finalmente deixar o país a conselho de um oficial da SS e emigrar para a Inglaterra em 1935.
Durante a Segunda Guerra Mundial, Goldschmidt trabalhou para a BBC e serviu como Diretor Musical de seu Serviço Alemão em 1944-47. Enquanto trabalhava na regência, Goldschmidt também compôs obras como a Ciaccona Sinfonica, concertos para violino, violoncelo e clarinete, e a ópera Beatrice Cenci. A atitude inglesa em relação à música de Goldschmidt era geralmente indiferente. Embora Beatrice Cenci, uma ópera baseada na peça de 1819 The Cenci de Percy Bysshe Shelley, tenha ganhado o primeiro prêmio no Festival da Grã-Bretanha de 1951, Covent Garden se recusou a montar uma produção. Negligenciado pelo establishment musical, Goldschmidt decidiu abandonar a composição original em 1958. Nos seis anos seguintes, ele colaborou com Deryck Cooke na produção de uma edição performática da Décima Sinfonia de Gustav Mahler. Em 13 de agosto de 1964, no Proms, Goldschmidt conduziu a Orquestra Sinfônica de Londres na estreia mundial da realização de Cooke.
Os últimos anos da vida de Goldschmidt testemunharam um interesse renovado pelos compositores da chamada "música degenerada". Em 1983, para marcar o 80º aniversário de Goldschmidt, o amigo e maestro Bernard Keeffe montou uma apresentação (a única no Reino Unido até hoje) de cenas de Der gewaltige Hahnrei no Trinity College of Music, em Londres. Esta performance contou com a presença de David Drew, o que levou a uma colaboração editorial com Boosey & Hawkes. Este renascimento levou a apresentações de seu trabalho nos Estados Unidos e na Alemanha, novas gravações e a recuperação de uma série de manuscritos perdidos. Sua ópera Beatrice Cenci, rejeitada em 1951, recebeu uma performance de concerto em 1988 e uma performance totalmente encenada em 1994.
Goldschmidt voltou a compor em 1982 com o Quarteto de Clarinetes e escreveu sua última obra, os noturnos de Deux, pouco antes de sua morte, aos 93 anos. Campeões de seu trabalho incluem os maestros Simon Rattle, Charles Dutoit e Bernard Keeffe; a violinista Chantal Juillet; o quarteto de cordas Mandelring; e as gravadoras Largo e Decca.
Morreu em Londres em 1996, aos 93 anos.

## Obras
Óperas
- Der gewaltige Hahnrei op. 14 (1929-30). Um musical trágico-cómico em três atos.
- Beatrice Cenci (1949-50). Ópera em três atos.

Orquestral
- Passacaglia op. 4 (1925)
- Overture: The Comedy of Errors (1925/28)
- Suite op. 5 (1927)
- Partita op. 9 (1927)
- Der gewaltige Hahnrei: Suite op. 14a (1933)
- Marche Militaire op. 20 (1932) para orquestra ou banda de sopros (posteriormente incorporada em Chronica)
- Ciaccona Sinfonica (1936)
- Chronica (1938/58/86)
- Polish Dance Suite (1939-40)
- Greek Suite (1940-41)
- Awake, the voice commands (1947) - Coral de Bach Wachet auf, ruft uns die Stimme, transcrito para orquestra
- Violin Concerto (1952/55)
- Cello Concerto (1953)
- Clarinet Concerto (1953-54)
- Intrada (1985) para orquestra ou banda de sopros (posteriormente incorporada em Chronica)
- Rondeau 'Rue du Rocher' para violino e orquestra (1994-95)

Câmara

- Quarteto de Cordas No.1 op. 8 (1925-26)
- Quarteto de Cordas No.2 (1936)
- Canções para trio de cordas (1948)
- Quarteto de Clarinetes (1982-83)
- Trio de Piano (1985)
- Quarteto de Cordas No.3 (1988-89)
- Berceuse para violino e viola (1990)
- Retroespectro para trio de cordas (1991)
- Fantasia para oboé, violoncelo e harpa (1991)
- Capriccio para violino solo (1991-92)
- Quarteto de Cordas No.4 (1992)

- Dialogue with Cordelia para clarinete e violoncelo (1993)
- Encore, une meditation agitée para violino e piano (1993)
- Rondeau 'Rue du Rocher' para violino e piano (1994-95)

Trabalhos vocais
- Duas canções de Morgenstern, Op. 27 para voz e piano ou trio de cordas (1933 arr.1992)
- Três Canções, Op. 24 para soprano coloratura e piano (1933-34)
- Dois Salmos, Op. 34 para voz alta e orquestra de cordas (1935)
- Der Verflossene. Cabaret Song para voz e piano (1942)
- Canção de Beatriz para soprano e piano (1949)
- Tempo para voz e piano (1943)
- Nicodemus, he was black para voz desacompanhada (1948)
- The Noble Little Soldier's Wife para barítono e xilofone (1948)
- Clouds para voz e piano ou orquestra (1950)
- The Old Ships para voz e piano (1952)
- Canções Mediterrâneas para tenor e orquestra (1957–58)
- Les petits adieux para barítono e orquestra (1994)
- Deux noturnos para soprano e orquestra (1995-96)

Coral
- Letzte Kapitel op. 15 (1930-31)
- Belsatzar (1985)

Piano
- Piano Sonata op. 10 (1926)
- Capriccio op. 11 (1927) (escrito para Zdenka Ticharich)
- Marche Militaire op. 20 (1932)
- Variations on a Palestine Shepherd's Song op. 32 (1934)
- Little Legend (1923/57)
- From the Ballet (1938/57)
- Scherzo (1922/58)